# Robert d'Alençon
Ne pas confondre avec Robert Ier d'Alençon.
Robert d'Alençon ou Robert du Perche, probablement né en 1344 et mort en 1377, est le fils benjamin de Charles II d'Alençon. Il est comte du Perche de 1367 à 1377.

## Biographie
Robert, probablement né en 1344, est le quatrième fils de Charles II d'Alençon et de Marie de la Cerda,. En 1364, au siège de La Charité-sur-Loire par l'armée royale, il est fait chevalier. Il assiste ensuite le duc de Berry à la prise de Limoges.

### Comte du Perche
Après l'entrée de son frère aîné Charles III d'Alençon dans l'ordre des dominicains en 1361, son second frère Philippe d'Alençon, archevêque de Rouen, devient comte  d'Alençon et du Perche. Le 20 janvier 1367, Philippe d'Alençon partage l'héritage entre ses deux frères cadets : Pierre II d'Alençon devient comte  d'Alençon et Robert reçoit les comtés du Perche et de Porhoët.
Neuf actes donnés par Robert en tant que comte du Perche sont conservés, datés de 1372 à 1376. Six d'entre eux sont passés à Bellême, qui apparaît être alors la capitale du comté du Perche.
Comme ses frères avant lui, Robert est lieutenant général du roi en Normandie occidentale de 1373 à 1374. En tant que prince du sang, il bénéficie du soutien financier du roi. Il reçoit ainsi en 1370 les revenus fonciers de la vicomté d'Auge et de la châtellenie de Touques puis, en 1371 puis en 1372, des sommes prélevées sur les aides du diocèse de Sées. Cet argent est en partie consacré au renforcement des défenses de Bellême.
Robert d'Alençon meurt en 1377 et est inhumé dans l'église abbatiale Saint-Martin de Sées. Son frère Pierre II d'Alençon, déjà comte  d'Alençon, lui succède comme comte du Perche et de Porhoët.

### Mariage sans descendance
En 1371, Robert d'Alençon est fiancé à Jeanne de Navarre (1339-1403), sœur du roi de Navarre Charles II,. Le contrat de mariage est signé le 14 octobre 1371 à Rouen, mais le roi de France Charles V s'y oppose,, sans doute parce qu'il considère comme dangereuse cette alliance entre grands seigneurs normands.
Finalement, Robert d'Alençon épouse le 25 avril 1374 Jeanne de Rohan,, morte après le 20 janvier 1407, fille de Jean Ier de Rohan et de Jeanne de Léon,. Ils n'ont qu'un fils, Charles, probablement né en 1375 et mort en 1377 avant son père,. Après la mort de Robert, sa veuve Jeanne de Rohan se remarie avec Pierre II d'Amboise,.